# Atrogin-1
Atrogin-1 è una proteina che regola i meccanismi di autofagia cellulare attraverso il proteasoma. La carenza di questa proteina, in modelli animali, è implicata nella cardiomiopatia ipertrofica restrittiva.

### Review
- SS. Thomas, WE. Mitch, Mechanisms stimulating muscle wasting in chronic kidney disease: the roles of the ubiquitin-proteasome system and myostatin., in Clin Exp Nephrol, vol. 17, n. 2, Apr 2013,  pp. 174-82, DOI:10.1007/s10157-012-0729-9, PMID 23292175.
- XH. Wang, WE. Mitch, Muscle wasting from kidney failure-a model for catabolic conditions., in Int J Biochem Cell Biol, vol. 45, n. 10, Oct 2013,  pp. 2230-8, DOI:10.1016/j.biocel.2013.06.027, PMID 23872437.
- H. Kohsaka, [Mechanism, diagnosis, and treatment of steroid myopathy]., in Brain Nerve, vol. 65, n. 11, Nov 2013,  pp. 1375-80, PMID 24200615.
- JP. Gumucio, CL. Mendias, Atrogin-1, MuRF-1, and sarcopenia., in Endocrine, vol. 43, n. 1, Feb 2013,  pp. 12-21, DOI:10.1007/s12020-012-9751-7, PMID 22815045.
- M. Zungu, JC. Schisler; MF. Essop; C. McCudden; C. Patterson; MS. Willis, Regulation of AMPK by the ubiquitin proteasome system., in Am J Pathol, vol. 178, n. 1, Jan 2011,  pp. 4-11, DOI:10.1016/j.ajpath.2010.11.030, PMID 21224036.
- VC. Foletta, LJ. White; AE. Larsen; B. Léger; AP. Russell, The role and regulation of MAFbx/atrogin-1 and MuRF1 in skeletal muscle atrophy., in Pflugers Arch, vol. 461, n. 3, Mar 2011,  pp. 325-35, DOI:10.1007/s00424-010-0919-9, PMID 21221630.
- DJ. Glass, PI3 kinase regulation of skeletal muscle hypertrophy and atrophy., in Curr Top Microbiol Immunol, vol. 346, 2010,  pp. 267-78, DOI:10.1007/82_2010_78, PMID 20593312.
- MJ. Tisdale, Cancer cachexia., in Curr Opin Gastroenterol, vol. 26, n. 2, Mar 2010,  pp. 146-51, DOI:10.1097/MOG.0b013e3283347e77, PMID 19918173.
- K. Sakuma, A. Yamaguchi, Molecular mechanisms in aging and current strategies to counteract sarcopenia., in Curr Aging Sci, vol. 3, n. 2, Jul 2010,  pp. 90-101, PMID 20158492.